# محمد بن يوسف الصالحي الدمشقي
محمد بن يوسف الصالحي الشامي (المتوفى: 942هـ) كان مؤرخ من مؤرخي القرن العاشر الهجري، وقد أتاح له تأخره النسبي الاطلاع على كتب التواريخ والسير منذ عصر التدوين حتى زمانه. قام بتأليف موسوعة ضخمة في السيرة النبوية أطلق عليها «سبل الهدى والرشاد في سيرة خير العباد».

## سيرته
رحل إلى مصر واستقر في البرقوقية من صحراء مصر وتوفي بها سنة 942 هـ، وذكره ابن العماد في كتاب «شذرات الذهب »، وكذلك في وفيات هذه السنة ونقل عن الشعراني في ذيل طبقاته، قال:«كان عالماً مفنناً في العلوم، وألف في السيرة النبوية التي جمعها من ألف كتاب، وأقبل الناس على كتابتها، ومشى فيها على أنموذج لم يسبقه إليه أحد، وكان عزباً لم يتزوج قط، وإذا قدم عليه الضيف يعلق القدر ويطبخ له. وكان حلو المنطق مهيب النظر كثير الصيام والقيام، بتّ عنده الليالي فما كنت أراه ينام إلا قليلاً. وكان إذا مات أحد من طلبة العلم وخلف أولاداً قاصرين، وله وظائف، يذهب إلى القاضي ويتقرر فيها ويباشرها ويعطي معلومها للأيتام حتى يصلحوا للمباشرة. وكان لا يقبل من مال الولاة وأعوانهم شيئاً، ولا يأكل من طعامهم» 